# Adrien Hardy
Adrien Jean Marie Hardy (Nimes, 26 de agosto de 1976) es un deportista francés que compitió en remo.
Participó en cuatro Juegos Olímpicos de Verano, entre los años 2000 y 2012, obteniendo una medalla de oro en Atenas 2004, en la prueba de doble scull, el séptimo lugar en Sídney 2000 y el quinto en Pekín 2008, en la misma prueba.
Ganó cuatro medallas en el Campeonato Mundial de Remo entre los años 2001 y 2007, y dos medallas en el Campeonato Europeo de Remo, en los años 2008 y 2009.

## Palmarés internacional
| Juegos Olímpicos   | Juegos Olímpicos    | Juegos Olímpicos  | Juegos Olímpicos |
| Año                | Lugar               | Medalla           | Prueba           |
| ------------------ | ------------------- | ----------------- | ---------------- |
| 2004               | Atenas (Grecia)     | Medalla de oro    | Doble scull      |
| Campeonato Mundial |                     |                   |                  |
| Año                | Lugar               | Medalla           | Prueba           |
| 2001               | Lucerna (Suiza)     | Medalla de plata  | Doble scull      |
| 2003               | Milán (Italia)      | Medalla de oro    | Doble scull      |
| 2006               | Eton (Reino Unido)  | Medalla de oro    | Doble scull      |
| 2007               | Múnich (Alemania)   | Medalla de plata  | Doble scull      |
| Campeonato Europeo |                     |                   |                  |
| Año                | Lugar               | Medalla           | Prueba           |
| 2008               | Maratón (Grecia)    | Medalla de oro    | Ocho con timonel |
| 2009               | Brest (Bielorrusia) | Medalla de bronce | Ocho con timonel |